# SS Canopic
SS Canopic foi um navio de passageiros da White Star Line.
O navio foi construído por Harland and Wolff em Belfast para a Dominion Line, e lançado no dia 31 de maio de 1900 com seu nome inicial de Commonwealth. O navio pesava 12,268 toneladas, tinha 176 metros de comprimento.
O navio inicialmente foi operado entre Liverpool e Boston, mas em 1903 foi transferido para a White Star Line e rebatizado de Canopic. Seu primeiro cruzeiro na White Star Line começou no dia 14 de janeiro de 1904, em que partiu de Liverpool para Boston. Foi requisitado para o serviço da guerra entre 1917-1919, e depois serviu a rota entre Liverpool-Montreal até 1925, quando ele foi desmantelado em Briton Ferry, no País de Gales.